# Víctor Suanzes Pardo
Víctor Suanzes Pardo (1936) és un militar espanyol, Capità general de la Regió Militar Pirinenca (que aplegava la Capitania general de Catalunya) de 1997 a 1999.
Ascendit a general, fou destinat a les oficines de l'OTAN i ha estat cap de la Unitat de Verificació Espanyola. De maig de 1991 a gener de 1992 fou comandant de la força del Grup d'Observadors de les Nacions Unides a Centreamèrica (ONUCA), el primer militar espanyol en comandar un contingent militar de les Nacions Unides,i de gener de 1992 a maig de 1993 fou comandant de la força de la Missió d'Observació de les Nacions Unides al Salvador (ONUSAL). En setembre de 1993 fou nomenat cap de Força d'Acció Ràpida en substitució d'Agustín Muñoz-Grandes Galilea, anomenat cap de la Divisió Cuirassada Brunete. El setembre de 1994 fou nomenat Director General de Política de Defensa (DIGEPOL) en substitució del general Francisco Veguillas Elices, assassinat per ETA. Va ocupar el càrrec fins que el 2 d'agost de 1997 fou nomenat capità general de la nova Regió Militar Pirinenca, que unificava les regions militars Pirinenca Oriental i Pirinenca Occidental (antigues capitanies de Barcelona, Aragó i Burgos). L'octubre de 1999 va cessar en el càrrec i passà a la reserva.